# Parrano (plaats)
Parrano is een gemeente in de Italiaanse provincie Terni (regio Umbrië) en telt 590 inwoners (2011). De oppervlakte bedraagt 39,9 km², de bevolkingsdichtheid is 15 inwoners per km².
De volgende frazioni maken deel uit van de gemeente: Cantone, Frattaguida, Pievelunga.

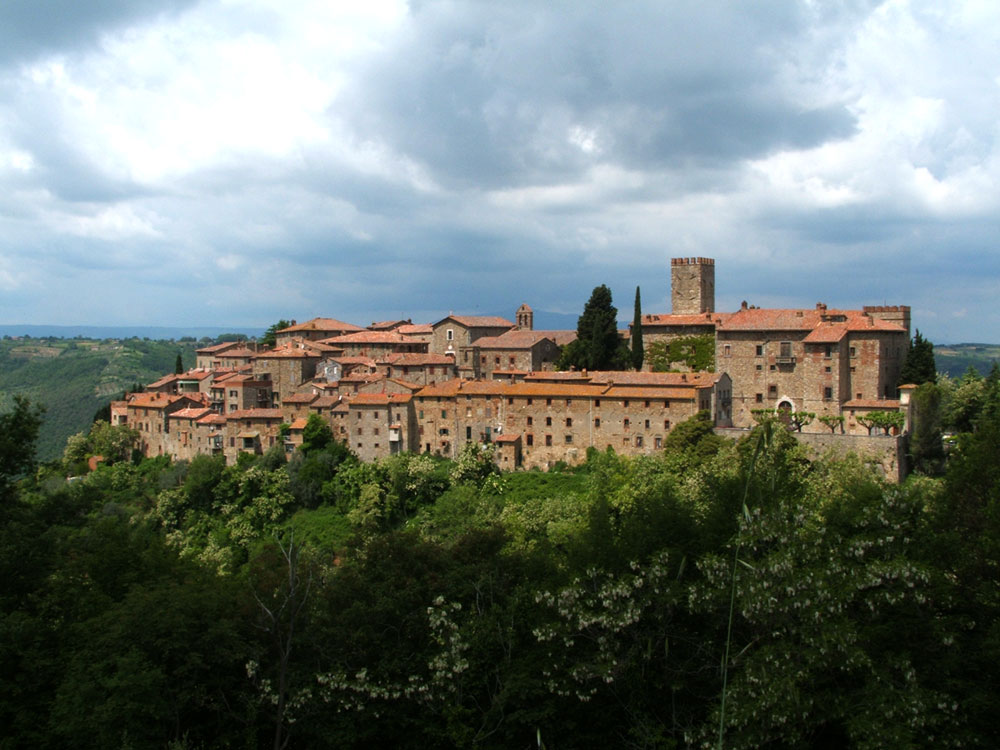
Parrano
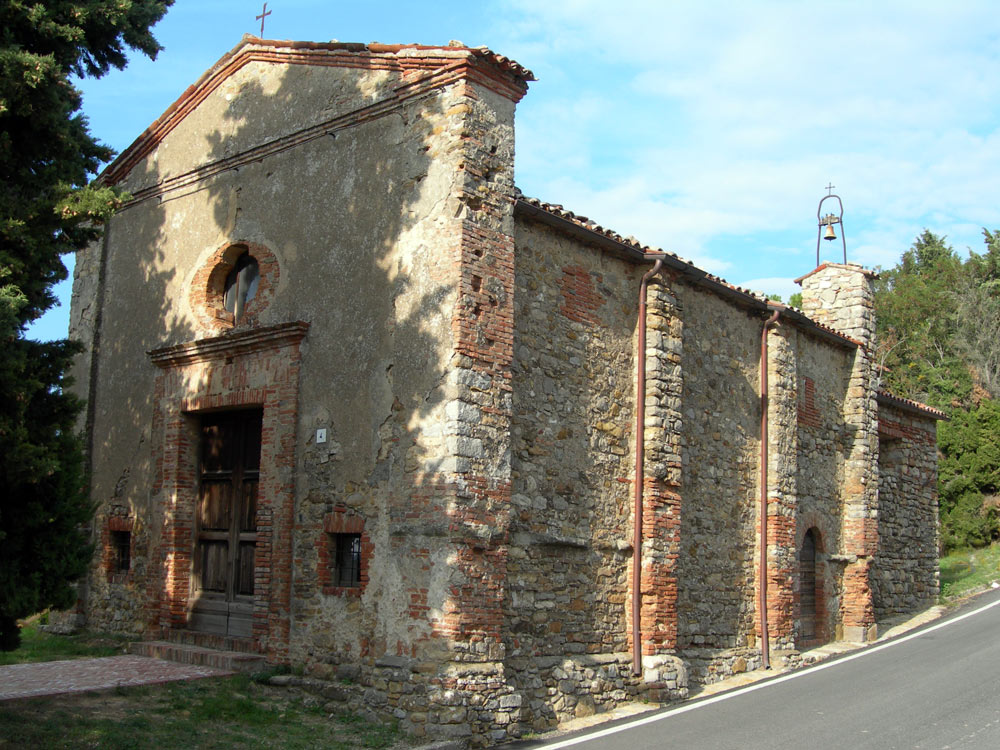
Kerk van Parrano

## Demografie
Parrano telt ongeveer 265 huishoudens.
| Jaar | Inwoneraantal |
| ---- | ------------- |
| 1991 | 622           |
| 2001 | 579           |
| 2011 | 590           |

## Geografie
De gemeente ligt op ongeveer 441 m boven zeeniveau.
Parrano grenst aan de volgende gemeenten: Ficulle, Montegabbione, San Venanzo.